# Cmentarz żydowski w Kańczudze
Cmentarz żydowski w Kańczudze – kirkut społeczności żydowskiej niegdyś zamieszkującej Kańczugę, położony na pograniczu między tą miejscowością a wsią Siedleczka. Nie wiadomo kiedy dokładnie powstał. Znajdował się na nim dom przedpogrzebowy. Ze zniszczeń czasów wojny zachowało się około 60 nagrobków.
W czasie II wojny światowej Niemcy dokonywali masowych egzekucji na cmentarzu i w jego okolicach. Miały one miejsce m.in. w sierpniu i październiku 1942. Pomordowanych w liczbie około 220 upamiętnia pomnik w ogrodzie przy ul. Węgierskiej a także tablica ustawiona na masowych mogiłach około 500 pomordowanych.